# Gobierno Regional de Puno
El Gobierno Regional de Puno es el órgano con personalidad jurídica de derecho público y patrimonio propio, que tiene a su cargo la administración superior del departamento de Puno, Perú, y cuyo finalidad es el desarrollo social, cultural y económico. Tiene su sede en la capital regional, la ciudad de Puno.
Está constituido por el Gobernador Regional y el consejo regional.

## Gobernador regional
El órgano ejecutivo está conformado por:
- Gobernador Regional: Richard Hancco Soncco

- Vicegobernadora Regional: Eladia Margot De La Riva Valle

## Gerencia regional
Desde el 1 de enero de 2023 el órgano administrativo está conformado por:
- Gerencia General Regional: Juan Oscar, Macedo Cardenas
- Gerencia Regional de Planeamiento, Presupuesto y Acondicionamiento Territorial: Abraham Arizapana Paredes
- Gerencia Regional de Desarrollo Social: León Isaac Quispe Huaranca
- Gerencia Regional de Infraestructura: Wilhem Rogger, Limachi Viamonte
- Gerencia Regional de Desarrollo Económico: Zuleyka Palacios Cano
- Gerencia Regional de la Recursos Naturales y Gestión del Medio Ambiente:  Wilman, Mendoza Quispe

## Consejo regional
El consejo regional es un órgano de carácter normativo, resolutivo y fiscalizador, dentro del ámbito propio de competencia del Gobierno Regional, encargado de hacer efectiva la participación de la ciudadanía regional y ejercer las atribuciones que la Ley Orgánica de Gobiernos Regionales del Perú respectiva le encomienda.
Está integrado por 19 consejeros elegidos por sufragio universal en votación directa, de cada una de las 3 provincias del departamento. Su periodo es de 4 años en sus cargos. 

### Listado de consejeros regionales[2]
| #  | Provincia                                     | Provincia             | Partido                                       | Consejero                |
| -- | --------------------------------------------- | --------------------- | --------------------------------------------- | ------------------------ |
| 1  |                                               | Azángaro              | Reforma y Honradez por Más Obras              | Percy Mamani Vargas      |
| 1  | Movimiento de Integración y Revolución Andina | Azángaro              | Reylando Choquehuanca Rivera                  |                          |
| 2  |                                               | Carabaya              | Moral y Desarrollo                            | Héctor Aguilar Narvaez   |
| 2  | Reforma y Honradez por Más Obras              | Carabaya              | Víctor Tacuri Idme                            |                          |
| 3  |                                               | Chucuito              | Reforma y Honradez por Más Obras              | Basilio Mendoza Uriate   |
| 3  | Movimiento de Integración y Revolución Andina | Chucuito              | Abad Vizcarra Estrella                        |                          |
| 4  |                                               | El Collao             | Reforma y Honradez por Más Obras              | Wido Condori Castillo    |
| 4  | Somos Pueblo                                  | El Collao             | Walker Mamani Ururi                           |                          |
| 5  |                                               | Huancané              | Reforma y Honradez por Más Obras              | Leyder Puma Ojeda        |
| 6  |                                               | Lampa                 | Movimiento de Integración y Revolución Andina | Wilber Aquice Aquice     |
| 7  |                                               | Melgar                | Perú Libre                                    | Esteban Mamani Quispe    |
| 8  |                                               | Moho                  | Reforma y Honradez por Más Obras              | Elvis Aliaga Payehuanca  |
| 9  |                                               | Puno                  | Reforma y Honradez por Más Obras              | Alfredo Ucharico Uruchi  |
| 9  | Reforma y Honradez por Más Obras              | Puno                  | Giorni Bautista Ticona                        |                          |
| 10 |                                               | San Antonio de Putina | Reforma y Honradez por Más Obras              | Jaime Perlas Hancco      |
| 11 |                                               | San Román             | Moral y Desarrollo                            | María Mamani Apaza       |
| 11 | Reforma y Honradez por Más Obras              | San Román             | Percy Quispe Miranda                          |                          |
| 12 |                                               | Sandia                | Reforma y Honradez por Más Obras              | Concepción Aguirre Ccaso |
| 13 |                                               | Yunguyo               | Somos Pueblo                                  | Rolando Rivera Zevallos  |